# 金田昇
金田 昇（かねた しょう、2000年1月9日 - ）は、日本の俳優。北海道出身。松竹エンタテインメント所属。

## 略歴
2019年、第32回ジュノン・スーパーボーイ・コンテストファイナリスト。
2024年、特撮テレビドラマ『ウルトラマンアーク』に石堂シュウ役でレギュラー出演。

## 人物
3歳違いの兄と弟がいる男3人兄弟。
趣味はパスタ作り、YouTube。特技は空手初段、バスケ、スキー、ピアノ。
子どものころは『ウルトラマンコスモス』や『ウルトラマンメビウス』などをリアルタイムで見ていたといい、『アーク』のオーディションの際にも一番印象深いウルトラマンとしてメビウスを挙げている。
佐藤健や小栗旬に憧れて芸能界入りを決意し、2019年に開催された第32回ジュノン・スーパーボーイ・コンテストのファイナリストに選ばれたのちに俳優デビュー。もともとのきっかけは、佐藤が主演した映画『るろうに剣心』を見たことだった。
『ジュノン・スーパーボーイ・コンテスト』の後に所属した芸能事務所には2年ほど所属したが、ほとんど成果を出せずに契約が終わってしまった。そこから半年ほどは芸能活動から遠ざかったが、スカウトを受けて松竹エンタテインメントの俳優スクールに通い、2024年1月に正式に事務所に所属することとなった。
初の連続ドラマレギュラー出演となる『ウルトラマンアーク』のオーディションでは、もともと主人公のユウマ役を受けていたが、スタッフからの提案で石堂シュウ役に決定した。シュウはコーヒーが大好きという設定だが、実際はコーヒーは苦手。

## 出演作品

### テレビドラマ
- オトナの土ドラ / さくらの親子丼 第3シリーズ（2020年、フジテレビ） - 男子生徒
- よるドラ / ここは今から倫理です。（2021年、NHK） - マサヤ
- 大河ドラマ / どうする家康（2023年、NHK）
- ドラマストリーム / スイートモラトリアム（2023年、TBS） - 中山
- ドラマプレミア23 / やわ男とカタ子（2023年、テレビ東京） - オカダ
- ウルトラマンアーク（2024年、テレビ東京） - 石堂シュウ

### 映画
- ビリーバーズ（2022年、クロックワークス）
- HiGH&LOW THE WORST X（2022年、松竹）
- ウルトラマンアーク THE MOVIE 超次元大決戦！光と闇のアーク（2025年、松竹）- 石堂シュウ 役[9]
- 事故物件ゾク 恐い間取り（2025年、松竹） - 久米 役[10]

### 配信ドラマ
- ヒロインの親友はハードスケジュール!!（2023年、Hulu） - 恭平

### 玩具
- ウルトラマンアーク アークアライザー MEMORIAL EDITION（2025年8月）
- ウルトラマンアーク DXアークキューブPremium ウルトラマンアークセット（2025年8月）